# Blanc dominant (robe du cheval)
Pour les articles homonymes, voir Blanc dominant.

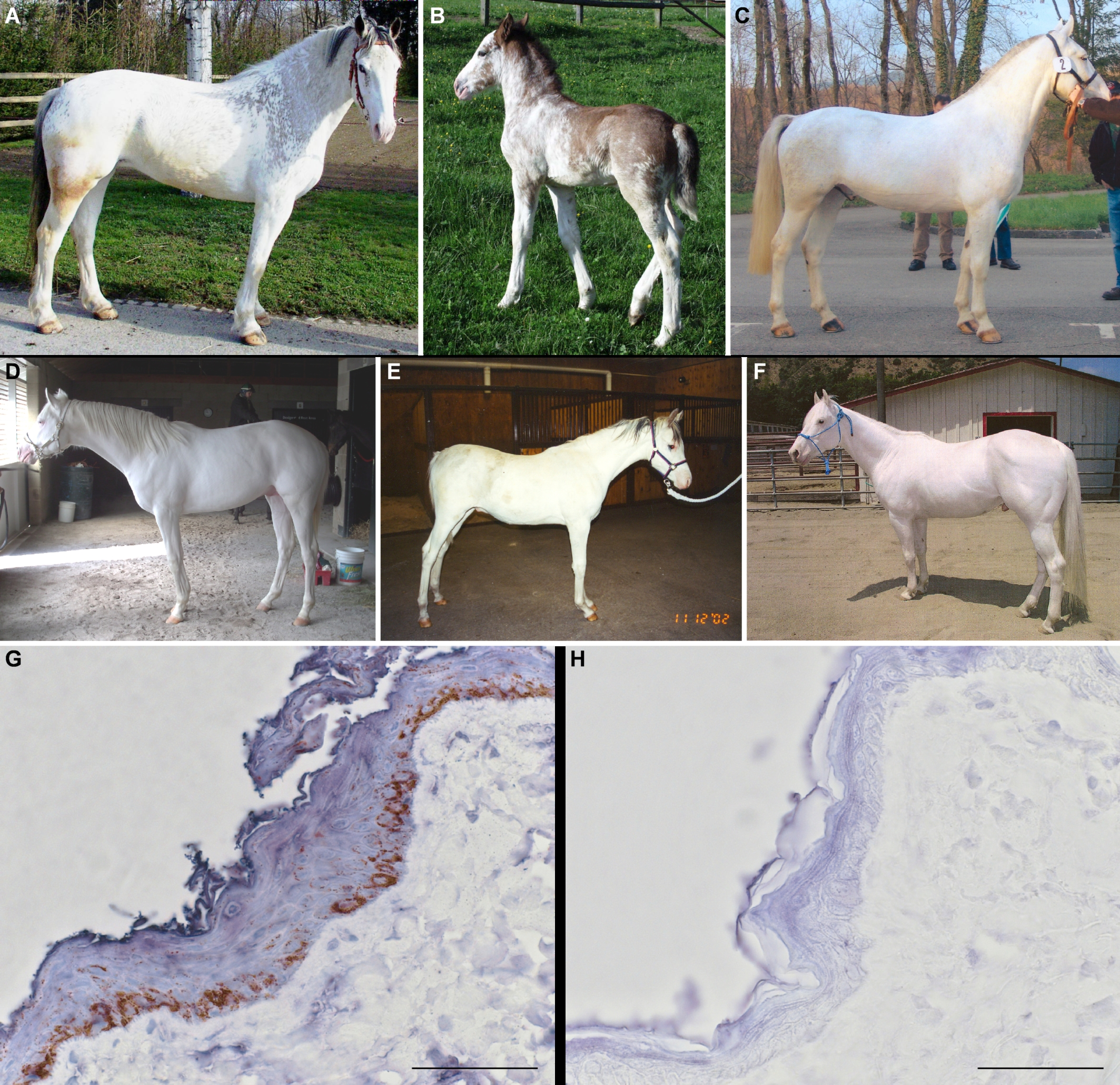
Divers chevaux avec une mutation blanc dominant.

Le blanc dominant est un ensemble de mutations génétiques à l'origine de robes partiellement ou totalement blanches, chez le cheval. Comme son nom l'indique, il s'agit de mutations génétiques dominantes.